# 코바치 셔롤터
코바치 셔롤터(헝가리어: Kovács Sarolta, 1991년 3월 12일~)는 헝가리의 근대5종 선수이다. 2020년 하계 올림픽에서 여자 개인전 동메달을 획득했다.